# Margelopsidae
Margelopsidae is een familie van neteldieren uit de klasse van de Hydrozoa (hydroïdpoliepen).

## Geslachten
- Climacocodon Uchida, 1924
- Margelopsis Hartlaub, 1897
- Pelagohydra Dendy, 1902